# Нахимово (Крым)
Нахи́мово (до 1948 года Меше́нь; укр. Нахімове, крымскотат. Meşen, Мешен) — село в Красногвардейском районе Республики Крым, входит в состав Восходненского сельского поселения (согласно административно-территориальному делению Украины — Восходненского сельского совета Автономной Республики Крым).

## Население
| 2001 | 2014 |
| ---- | ---- |
| 212  | ↘90  |

Всеукраинская перепись 2001 года показала следующее распределение по носителям языка
| Язык        | Процент |
| ----------- | ------- |
| русский     | 94.81   |
| украинский  | 3.77    |
| белорусский | 1.42    |

### Динамика численности
| - 1805 год — 50 чел. - 1864 год — 32 чел. - 1889 год — 162 чел. - 1892 год — 107 чел. - 1900 год — 124 чел. - 1905 год — 96 чел. - 1911 год — 155 чел. - 1915 год — 171/150 чел. | - 1918 год — 224 чел. - 1926 год — 205 чел. - 1931 год — 321 чел. - 1936 год — 335 чел. - 2001 год — 315 чел. - 2009 год — 174 чел. - 2014 год — 90 чел. |

## Современное состояние
На 2017 год в Нахимово числится 2 улицы — Нахимова и Ревкома; на 2009 год, по данным сельсовета, село занимало площадь 86,6 гектара на которой, в 51 дворе, проживало 174 человека. В селе действует фельдшерско-акушерский пункт, магазин, Нахимово связано автобусным сообщением с райцентром и соседними населёнными пунктами.

## География
Нахимово — село на крайнем северо-востоке района в степном Крыму, у границы с Джанкойским районом, на Азовской ветви Северо-Крымского канала. Высота центра села над уровнем моря — 25 м. Соседние сёла: Заря в 2 км на юго-восток, Климово в 3 км на юго-запад и Ларино Джанкойского района в 2,5 км на северо-восток. Расстояние до райцентра — около 21 километра (по шоссе), там же ближайшая железнодорожная станция Урожайная. Транспортное сообщение осуществляется по региональной автодороге 35Н-233 Климово — Нахимово (по украинской классификации — С-0-10622).

## История
Первое документальное упоминание села встречается в Камеральном Описании Крыма… 1784 года, судя по которому, в последний период Крымского ханства Мешин входил в Насывский кадылык Карасубазарского каймаканства. После присоединения Крыма к России (8) 19 апреля 1783 года, (8) 19 февраля 1784 года, именным указом Екатерины II сенату, на территории бывшего Крымского Ханства была образована Таврическая область и деревня была приписана к Перекопскому уезду. После Павловских реформ, с 1796 по 1802 год, входила в Перекопский уезд Новороссийской губернии. По новому административному делению, после создания 8 (20) октября 1802 года Таврической губернии, Мешень был включён в состав Таганашминской волости Перекопского уезда.
По Ведомости о всех селениях в Перекопском уезде состоящих с показанием в которой волости сколько числом дворов и душ… от 21 октября 1805 года, в деревне Мешек числилось 9 дворов и 50 жителей крымских татар. На военно-топографической карте генерал-майора Мухина 1817 года деревня Мишен также обозначена с 9 дворами. После реформы волостного деления 1829 года Мишен, согласно «Ведомости о казённых волостях Таврической губернии 1829 года», отнесли к Башкирицкой волости. На карте 1836 года в деревне 13 дворов. Затем, видимо, в результате эмиграции крымских татар, деревня заметно опустела и на карте 1842 года деревня обозначена условным знаком «малая деревня», то есть, менее 5 дворов.
В 1860-х годах, после земской реформы Александра II, деревню включили в состав Владиславской волости. Согласно «Памятной книжке Таврической губернии за 1867 год», деревня Мишен была покинута жителями в 1860—1864 годах, в результате эмиграции крымских татар, особенно массовой после Крымской войны 1853—1856 годов, в Турцию и оставалась в развалинах. В «Списке населённых мест Таврической губернии по сведениям 1864 года», составленном по результатам VIII ревизии 1864 года, Мишень — уже владельческая деревня немецких колонистов с 9 дворами, 32 жителями и ещё с мечетью при колодцах. По обследованиям профессора А. Н. Козловского начала 1860-х годов, в селении вода в колодцах глубиной 3—5 саженей (6—10 м) была частью пресная, а чаще солёная. На трехверстовой карте Шуберта 1865—1876 года в деревне обозначено 13 дворов). В свою очередь, энциклопедический словарь Немцы России приводит дату основания — 1883 год. Лютеранско-католическое село Людвигсталь, на 2979 десятинах земли, было приписано к созданной, согласно высочайше утверждённых Правил об устройстве поселян-собственников (бывших колонистов)… 4 июня 1871 года Эйгенфельдской волости. В «Памятной книге Таврической губернии 1889 года», по результатам Х ревизии 1887 года, в Людвигстале записано 162 жителя в 23 дворах. В дальнейшем, в доступных документах, название Людвигсталь не применялось.
После земской реформы 1890 года отнесли к Тотанайской волости. Согласно «…Памятной книжке Таврической губернии на 1892 год», в селе Мешень, входившего в Мешеньское сельское общество, было 107 жителей в 14 домохозяйствах. По «…Памятной книжке Таврической губернии на 1900 год» в деревне было 124 жителя в 16 дворах. В 1911 году деревню населяли 155 человек, по Статистическому справочнику Таврической губернии. Ч.II-я. Статистический очерк, выпуск пятый Перекопский уезд, 1915 год, в деревне Мешен Тотанайской волости Перекопского уезда числилось 29 дворов (27 дворов с землёй, 2 — безземельные) с немецким населением в количестве 171 человек приписных жителей и 150 «посторонних», из которых 175 мужчин и 146 женщин. Жители владели 2979 десятинами удобной земли. В хозяйствах имелось 235 лошадей, 98 волов, 86 коров и 117 голов мелкого скота. В 1918 году в селении было 224 человек.
После установления в Крыму Советской власти, по постановлению Крымревкома от 8 января 1921 года № 206 «Об изменении административных границ» была упразднена волостная система и в составе Джанкойского уезда был создан Джанкойский район. В 1922 году уезды преобразовали в округа. 11 октября 1923 года, согласно постановлению ВЦИК, в административное деление Крымской АССР были внесены изменения, в результате которых округа были ликвидированы, основной административной единицей стал Джанкойский район и село включили в его состав. Согласно Списку населённых пунктов Крымской АССР по Всесоюзной переписи 17 декабря 1926 года, в селе Мешень, центре упразднённого к 1940 году Мешеньского сельсовета Джанкойского района, числилось 62 двора, из них 59 крестьянских, население составляло 315 человек. В национальном отношении учтено: 236 немцев, 38 украинцев, 25 русских, 6 чехов, 1 еврей, действовала немецкая школа. Постановлением Президиума КрымЦИКа «Об образовании новой административной территориальной сети Крымской АССР» от 26 января 1935 года был создан немецкий национальный (лишённый статуса национального постановлением Оргбюро ЦК КПСС от 20 февраля 1939 года) Тельманский район (с 14 декабря 1944 года — Красногвардейский) и село, с населением 335 человек, включили в его состав. Вскоре после начала Великой Отечественной войны, 18 августа 1941 года крымские немцы были выселены, сначала в Ставропольский край, а затем в Сибирь и северный Казахстан.
После освобождения Крыма от фашистов, 12 августа 1944 года было принято постановление № ГОКО-6372с «О переселении колхозников в районы Крыма» по которому в район из областей Украины и России переселялись семьи колхозников, а в начале 1950-х годов последовала вторая волна переселенцев из различных областей Украины. С 25 июня 1946 года Мешень в составе Крымской области РСФСР. Указом Президиума Верховного Совета РСФСР от 18 мая 1948 года, Мешень переименовали в деревню Нахимово. 26 апреля 1954 года Крымская область была передана из состава РСФСР в состав УССР. Время включения в Плодородненский сельсовет пока не установлено: на 15 июня 1960 года село уже числилось в его составе. В 1966 году создан Восходненский сельсовет, в который включили село. С 12 февраля 1991 года село в восстановленной Крымской АССР, 26 февраля 1992 года переименованной в Автономную Республику Крым. С 21 марта 2014 года в составе Крыма аннексировано Россией.